# 贝雷斯托韦茨 (罗夫诺州)
50°51′42″N 26°18′10″E / 50.86167°N 26.30278°E
贝雷斯托韋茨（烏克蘭語：Берестовець），是烏克蘭的村落，位於該國西北部羅夫諾州，由羅夫諾區霍洛温市镇負責管轄，處於博爾科瓦河畔，面積1.48平方公里，海拔高度181米，2001年人口810。